# Virus Spondweni
forme
Le virus Spondweni (SPOV) est une espèce de virus à ARN monocaténaire de polarité positive (groupe IV de la classification Baltimore) appartenant au genre Flavivirus. Il s'agit d'un arbovirus responsable de la fièvre Spondweni.

## Épidémiologie, transmission
On sait depuis le début des années 1960 qu'il peut être transmis par des moustiques.
Une étude publiée en 1961 a examiné la sensibilité (en termes de virémie et de réponse immunitaire, mesurée par la production d'anticorps) de cinq espèces de rongeurs africains, face à onze virus véhiculés par des arthropodes (dont le Virus Spondweni) ; elle a conclu qu'aucun des 5 rongeurs testés n'était sensible au virus Spondweni, pas plus qu'aux virus  Pongola et Wesselsbron.

## Symptômes
La fièvre Spondweni est caractérisée, outre par de la fièvre, par des frissons, des nausées, des maux de têtes, des malaises et des épistaxis. 

## Zone de prévalence
Ce virus est retrouvé en Afrique subsaharienne (ex : Mozambique, haute-Volta) et en Papouasie-Nouvelle-Guinée.

## Phylogénie
C'est un virus phylogénétiquement très proche du virus Chuku (avec coinfections possibles, qui pourraient favoriser des recombinaisons de gènes entre ces deux virus) et du virus Zika, avec qui il forme un clade au sein du genre Flavivirus,.
Des virologues ont comparé des séquences génomiques de souches préépidémiques et épidémiques du virus Zika (ZIKV) (avec génome complet ou séquences polyprotéiniques complètes disponibles dans GenBank). Ils ont en mars 2016 conclu que de légères différences de topologie de l'arbre phylogénétique de toutes les régions de codage des virus ZIKV responsable de l'épidémie récente sont notamment dues à l'intégration par recombinaison génétique de fragments du virus Spondweni. Cet acquis génétique serait peut être responsable des changements constatés dans la virulence du Zika épidémique.